# お湯屋へようこそ
『お湯屋へようこそ』（おゆやへようこそ）は、湖西晶による日本の4コマ漫画作品。

## 概要
温泉旅館「奥山」を舞台とした作品であり、主に家族経営や経営難をテーマにしたエピソードが多い作品。
作者は多くの作品が直接描写を伴わない「暗喩的なエロス」を得意としているが、この作品では掲載誌が一般4コマ誌という事もありそういった表現が一切ない点が大きな特徴。
『まんがタイムラブリー』にて2004年4月号より2005年11月号まで連載された。雑誌掲載時は『〜天然温泉女将の素〜』という副題が付いていた。
単行本は全1巻。

## 登場人物
奥山ゆや
「奥山」に嫁いできた元OLでトージの妻。若女将。旧姓は「熊野」。
一言で言えば楽天家で非常に明るく、深く考える事もあまりない。
姑のナガユとは頻繁に喧嘩をしており、トージの頭痛のタネにもなっている。
非常に酒豪で、「奥山」に嫁いできたのにもお酒と温泉に釣られたという点もある。おまけに酒乱の気がある。
スギの花粉症持ちでもある。
仕事ではドジが多いものの、元OLという事で電話応対は得意。
何かと頼りない面が多く描かれるが、最終回では経営難打開のために奮闘する。
奥山トージ
ゆやの夫で一見すると良識人でツッコミをこなす事も多い。番頭・経理。
その一方で数字、特にお金に関して非常に細かい性格。ただし、経営難の「奥山」がやっていけるのは彼の経営スキルによるところが大きい。
頭の中は旅館経営のことでいっぱいで、あらゆることを経営や集客に繋げられないかと考える根っからの商売人。
経営セミナーなどにも積極的に参加するなど勉強熱心でもある。
名前は漢字では「濤邇」だが、妻のゆやはまともに覚えていない様子。
奥山ナガユ
トージの母で大女将。夫には早くに先立たれ、女手一つで旅館の経営と子育てをこなしてきた。
当然ではあるが旅館を回す腕は非常に優秀。。
小さくて年ではあるが非常にパワフルで、ゆやとは頻繁にバトルを繰り広げている。
普段は互いに憎まれ口をたたきあうも、彼女の成長を感じては認める一面もある。
新しいものに対する学習意欲も高く、全くの素人からあっという間にパソコンや在庫管理ソフトまで使いこなす程に。
生け花は勿論、竹ヤリとナギナタもたしなんでいる。
板長
作中唯一本名が不明な不遇なキャラクター。
トージ以上に常識人で、そのためツッコミや苦労を担う事が多い。
料理の腕が一流で、「奥山」の最大のセールスポイント。加えてメインキャラの中で唯一料理が出来る人物。
かつては若気の至りで荒れていたが、大女将に拾われて「奥山」の料理長に。
料理の腕を買われてユザメが引きぬきの話を頻繁に持ち出している。
ゆやに惚れているものの、相手が人妻の上に旦那がトージであるため決して口に出す事はない。
関西弁で話すが、出身は不明。
中学を卒業後から10年「奥山」で働いており、現在25歳。
奥山ユザメ
ナガユの妹で「奥山グランドホテル」を一代で築き上げた社長。未婚。
元々旅館経営に興味が無かったナガユの代わりに後を継ぐつもりであったが、突然ナガユが後を継ぐことに。
その後、自力で会社を興してホテルを建てた苦労人。そのためかワンマン経営でもある。
その間の30年はナガユと会っていなかった様子。
当然ナガユとは対立するが、その一方で彼女達の餌食になる事も。

## 単行本
- 湖西晶『お湯屋へようこそ』 芳文社〈まんがタイムKRコミックス〉、全1巻
『まんがタイムラブリー』の作品は「まんがタイムコミックス」のレーベルで単行本が出されるが、著者の『まんがタイムきらら』での先行連載『かみさまのいうとおり!』に揃えて、本作品は例外的に「まんがタイムKRコミックス」として刊行されている。
  1. 2006年5月12日初刷発行、ISBN 4-8322-7572-0